# 駒岳車站
駒岳車站 （日语：／ Komagatake eki */?）是由北海道旅客鐵道（JR北海道）所經營的鐵路車站，位於日本北海道茅部郡森町。本站是JR北海道函館本線沿線的無人小站，位於大沼與森之間的函館本線主線上。本站屬於JR北海道函館支社的管理範圍，並由森車站代管。
本站是遊客欲攀登駒岳時距離最近的鐵路車站。本站在1903年初設站時原名宿野邊，目前的站名是在隔年的1904年時啟用，但當時漢字的寫法是駒嶽（駒ヶ嶽），與今日的駒岳（駒ヶ岳）略有不同。

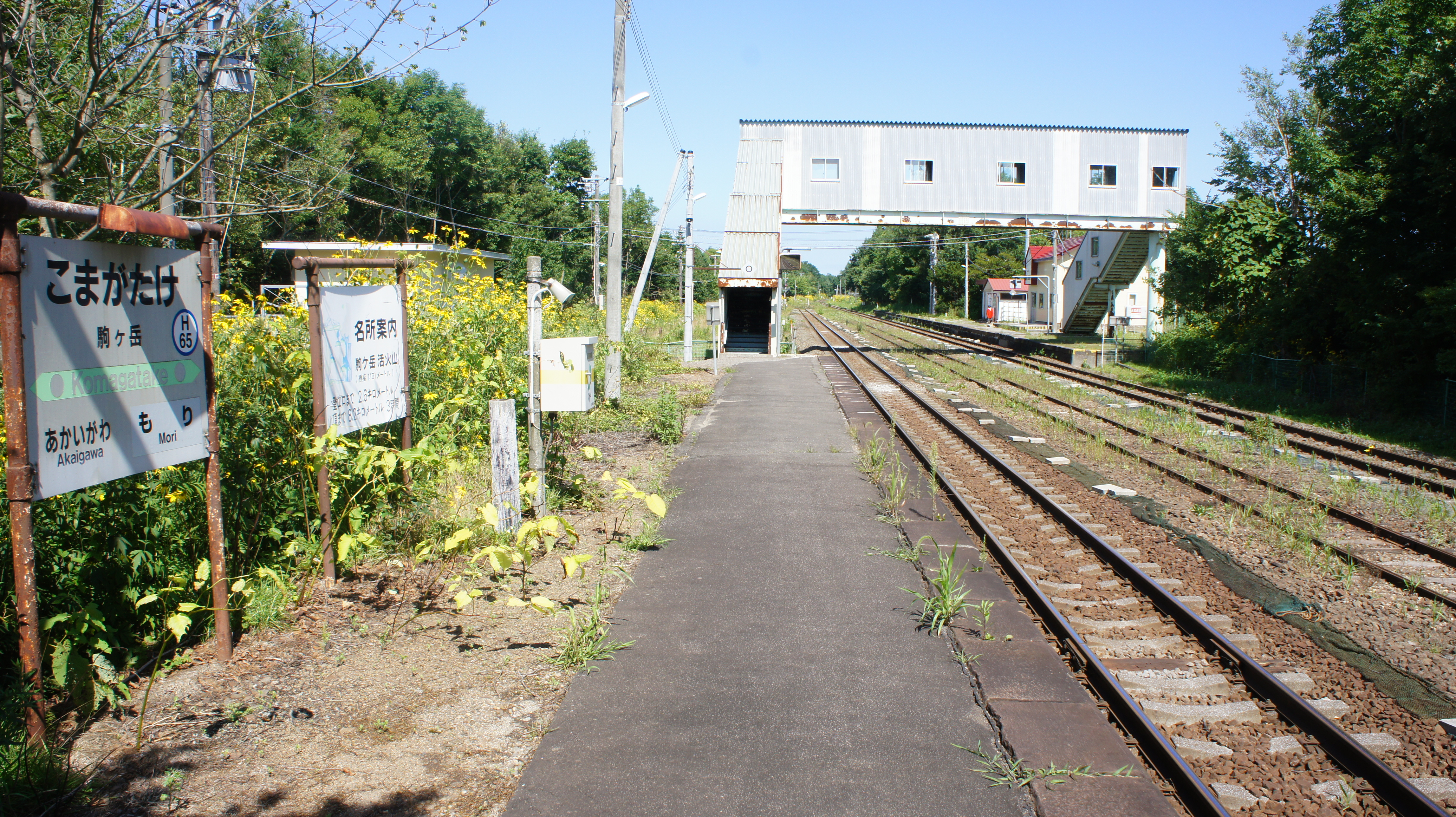
月台（2017年9月）

## 車站結構
本站為對向式月台2面2線的地面車站。可進行列車交會。各月台、站房側上行線月台南側與對側下行線月台北側以跨線天橋聯絡。

## 相鄰車站
北海道旅客鐵道（JR北海道）
■函館本線（本線）
■特急「北斗」
通過
■普通
赤井川（H66）－駒岳（H65）－（姬川信號場）－森（H62）

## 外部連結
- JR北海道駒岳站 （页面存档备份，存于）（日語）